# Glandularia clavata
Glandularia clavata là một loài thực vật có hoa trong họ Cỏ roi ngựa. Loài này được (Ruiz & Pav.) Botta mô tả khoa học đầu tiên năm 1995.